# Gimn osvoboždёnnomu trudu
Gimn osvoboždёnnomu trudu (Гимн освобождённому труду) è un film del 1920 diretto da Aleksandr Kugel' e S. Maslov.